# 응우옌응옥냔자
응우옌응옥냔자(베트남어: Nguyễn Ngọc Nhàn Gia / 阮玉閒家 완옥한가, ? ~ 1925년)는 응우옌 왕조의 황족이다. 죽득 황제의 2번째 딸이다.

## 생애
뜨득 연간에 후에 황성에서 태어났다.
타인타이 9년(1897년) 음력 1월, 복림공주(베트남어: Phúc Lâm Công chúa / 福林公主)로 봉해졌다. 또한 수성군공(綏盛郡公) 쯔엉당꾸에의 손자이자 부마도위(駙馬都尉) 쯔엉꽝쭈(張光柱)의 5번째 아들인 쯔엉꽝쯔(張光楮)와 혼인하였다. 그와의 사이에서 아들 1명과 딸 2명을 두었다.
카이딘 10년(1925년) 음력 9월, 사망하였다.